# Malcolm Fraser
John Malcolm Fraser, född 21 maj 1930 i Toorak i Victoria, död 20 mars 2015 i Melbourne i Victoria, var en australisk politiker. Han var Australiens premiärminister 1975–1983 och partiledare för Australiens liberala parti 1975–1983.